# La Réale (1538)

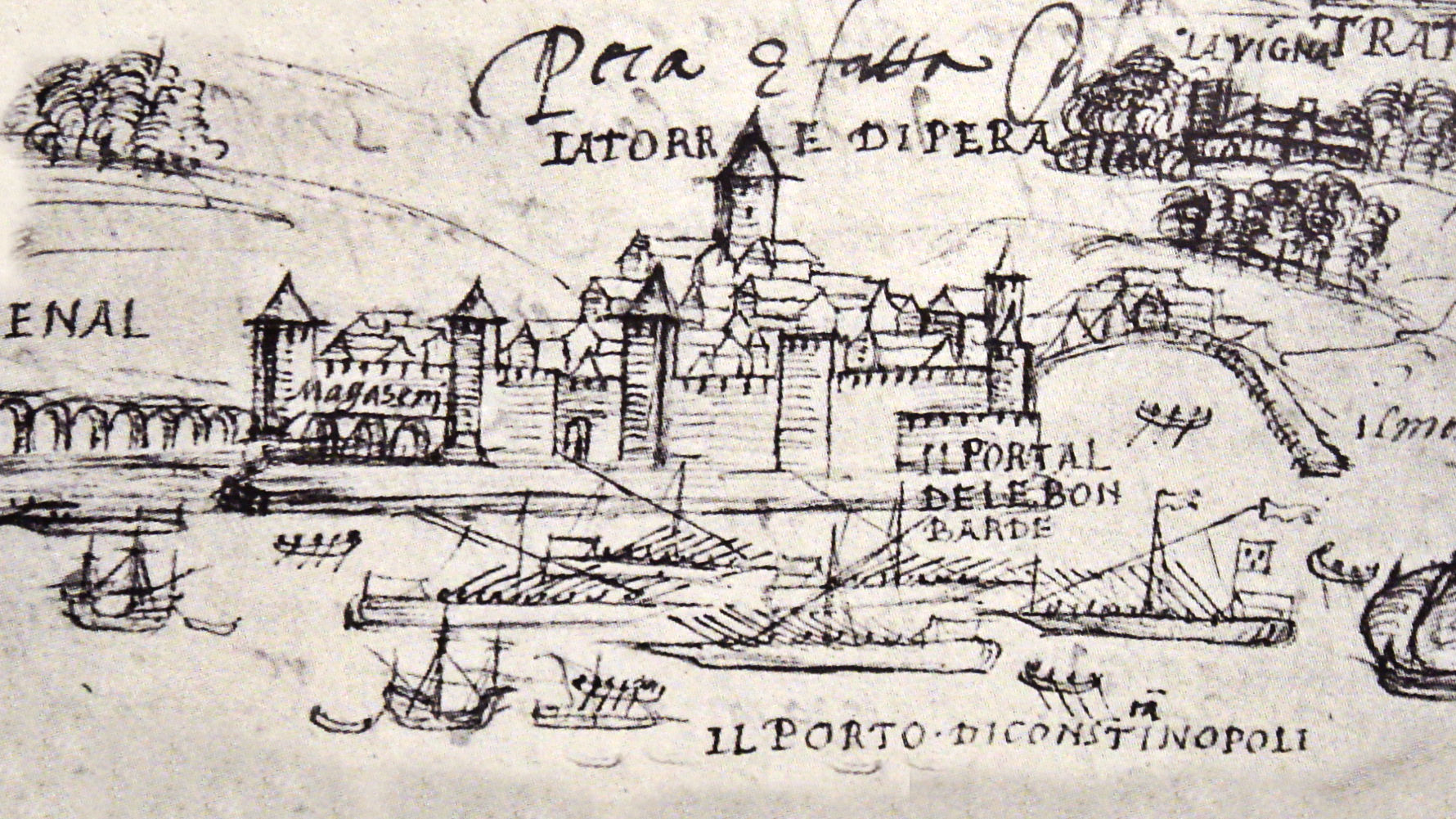
Le cinque galee francesi del Capitano Polin, compresa la La Réale, di fronte a Pera a Costantinopoli nell'agosto 1544, disegno di Jerôme Maurand.

La Réale fu una galea reale francese del XVI secolo.

## Storia
Nel 1544, il Capitano Polin, "Général des galères" ("Generale delle galee"), portò cinque galee francesi a Costantinopoli, compresa la superba La Réale, accompagnando la flotta di Barbarossa in una missione diplomatica a Solimano il Magnifico, nell'ambito dell'alleanza franco-ottomana. La flotta francese accompagnò Barbarossa nei suoi attacchi alle coste occidentali dell'Italia mentre faceva rotta su Costantinopoli, assistendo alla devastazione delle città di Porto Ercole, Giglio, Talamone, Lipari, durante le quali vennero fatti circa 6 000 prigionieri, ma si separò in Sicilia dalla flotta di Barbarossa per continuare da sola verso la capitale ottomana. Jerôme Maurand, un prete di Antibes che aveva accompagnato Polin e la flotta ottomana nel 1544, scrisse un dettagliato rapporto dal titolo Itinéraire d'Antibes à Constantinople. Le galee giunsero a Costantinopoli il 10 agosto 1544 per rendere visita a Solimano e fare un rapporto di quanto accaduto durante la campagna. Polin fu di ritorno a Tolone il 2 ottobre 1544.